# Libějice
Libějice – wieś i gmina w Czechach, w powiecie Tabor, w kraju południowoczeskim. Według danych z dnia 1 stycznia 2013 liczyła 122 mieszkańców.
We wsi jest przystanek kolejowy Libějice.